# Carlos Muñoz Ferrada
Carlos Muñoz Ferrada (Colbún, enero de 1909 - Villa Alemana, 17 de octubre de 2001) fue un marino y astrónomo hijo de Félix Antonio Muñoz, fabricante de barracas y Estenia Ferrada. Carlos Muñoz Ferrada, Tenía 11 hermanos trabajadores de bordadoras  Amelia Rosa Muñoz Ferrada fue una de las hermanas pedagogas recibidas de la escuela normal de Talca, la cual enseñó humanidades.
Era conocido por su real habilidad para predecir terremotos y otros eventos geográficos a tal precisión que su margen de error podía ser hasta de 2 horas. 
No se agradaba de aceptar muchas entrevistas para vanagloria, sino más bien realizar aportes a la comunidad. Predijo el terremoto de la ciudad de Chillán, el 24 de enero de 1939

## Biografía
Estudió en la Escuela Náutica de Pilotines de Chile, y en 1929 se graduó de piloto tercero. Más tarde, el 13 de abril de 1956, recibió su título de primer piloto de la Marina Mercante Nacional. Trabajó en la Empresa Marítima del Estado (Empremar). Posteriormente estudió para ser profesor de astronomía y meteorología en la Armada de Chile, y trabajó como técnico meteorólogo y llegó a ser jefe de Meteorología en LAN Chile.
Según su biografía oficial estudió ingeniería y física experimental en la Universidad de Chile, que complementó con cursos en las sociedades astronómicas de París y Milán. También habría sido miembro de la Sociedad Astronómica de Dijon. En la década de 1940 fue astrónomo investigador del gobierno de Panamá, y en 1948, durante un viaje a El Salvador, conoció a María Dolores Rivera, con quien se casó y tuvo cuatro hijos, Nelson, Carlos, Lucía y Marina.
Ese mismo año, en 1948, estableció en Villa Alemana su «observatorio», un laboratorio artesanal donde trabajaba con equipos de segunda mano y creados por él mismo. Falleció en esa ciudad el 17 de octubre de 2001, producto de una trombosis, a la edad de 92 años.

## Teorías y predicciones
Controvertido por sus apreciaciones y teorías, Muñoz Ferrada se basaba en la geodinámica para explicar sus observaciones y predicciones sísmicas, calculadas «literalmente a mano» en base a explosiones solares, atracciones de los planetas y ciclos de las perturbaciones geofísicas.
Se le atribuye haber predicho terremotos, cambios de clima y erupciones volcánicas. Por ejemplo, se le atribuye haber realizado las predicciones del terremoto de Chillán de 1939, en 1938, y del terremoto de Algarrobo de 1985. También habría predicho en 1940 la aparición de un cometa, que posteriormente habría descubierto la Real Sociedad Astronómica de Londres, entidad que habría recomendado el nombre del chileno para el cuerpo celeste.[cita requerida]
Tuvo muchos adherentes como detractores. Su discípulo Eduardo Martínez dice que Muñoz promovía una «verdadera “escuela” del saber, que combinaba de modo muy equilibrado los grandes aportes de las ciencias positivas con aquellos conocimientos venidos de otras culturas, en particular del oriente, que siempre preconizó como altamente profundos y dotados de un empirismo extraordinario». El astrónomo José Maza, Premio Nacional de Ciencias Exactas en 1999, lo calificó como un «charlatán» y «un personaje típicamente chileno que no contribuyó en nada a la ciencia, salvo tener notoriedad mediática».